# 岡見清熙

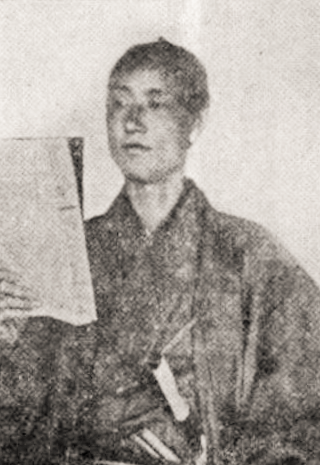
岡見彦三(清熙)

岡見 清熙（おかみ きよひろ、文政2年（1819年） - 文久2年7月7日（1862年8月2日））は、日本の武士（中津藩士）、兵学者、蘭学者。福澤諭吉を江戸に呼び、蘭学塾を開いて慶應義塾の原点を作った人物。通称は彦三（ひこぞう）。

## 経歴
江戸定府の中津藩上級藩士・岡見清淳の二男として誕生。名は清熙。彦三は俗名（『福翁自伝』では彦曹）。本家岡見家は代々開明派家臣で、多額の資金上納で藩財政を援助するなど裕福な家であった。清熙は弘化4年（1847年）表小姓15石6人扶持に召しだされ、のち供番格100石8人扶持で分家。嘉永3年（1850年）同藩士十数名と共に佐久間象山（象山書院）に入門、洋式砲術を学ぶ。佐久間象山を江戸藩邸に招いて、蘭学の講義を開始、西洋式大砲などを鋳造。嘉永6年（1853年）のペリー来航を受けて藩邸に蘭学教師を招聘する許可を得て、杉亨二、次いで松木弘安（後の寺島宗則）を招き、藩の子弟の指導に当たらせた。
安政5年（1858年）10月、松木の後任に適塾の塾長であった福澤諭吉を蘭学塾の講師に抜擢して招聘。岡見は福沢の江戸出府当時「居候だと思って粗末に扱ってはいけない、あの人は今に日本を背負って立つ人間になるに違いない」と妻らく（英珠院）に語っていた。福澤諭吉の片腕となり、塾の運営や活字を買い入れてオランダ語の辞書の翻刻を行ったことが知られ、横浜に店を持って生糸の輸出、外国雑貨の輸入などを試みた。文久2年（1862年）に病身となり死去した。
福沢は清熙没後も未亡人らくを三田の義塾構内に住まわせるなど援助し、自身の著書は必ず一冊贈っていたという。清熙の甥・清致が頌栄女学校（現在の頌栄女子学院）を創立すると、福沢は「岡見の学校だから」と開校式に出席して演説し、経営にも助言を与えた。この開校式には子弟であった寺島宗則も出席して祝辞を述べた。清致の弟の彦蔵（清熙の養子）が駒場農学校に学んでいた時には、進路の相談にのっている。

## 家族
- 父・岡見清淳 - 江戸定府の中津藩士。
- 兄・岡見清通（伝太夫、弥兵衛） - 天保14年（1843年）に洋式大砲の献上を願い出、以後その調達や献金など洋式兵備採用に尽力し、安政5年ごろは、内御用人、表御取次役兼帯など家老の伝達役を務めた[2]。藩邸外に居住し、多くの町屋を所有し、非常に裕福だった[2]。
- 妻・らく（英珠院） - 藩主奥平家の出[3]。頌栄女学校で茶の湯を教えたりした[4]。夫没後、清通の子・秀作を養子にし、彦蔵と名乗らせた[5]。
- 甥・岡見清致 - 兄の長男。文久2年に家督を相続、品川、芝方面に広く土地を持ち、貸地貸家業を営む多額納税者となった。熱心なクリスチャンであり、多数の子弟を米国に留学させ、頌栄女学校を創立した。
- 甥・岡見千吉郎 - 兄の二男。
- 甥・岡見彦蔵 - 兄の三男で、清熙の養子。